# قلب الشارقة

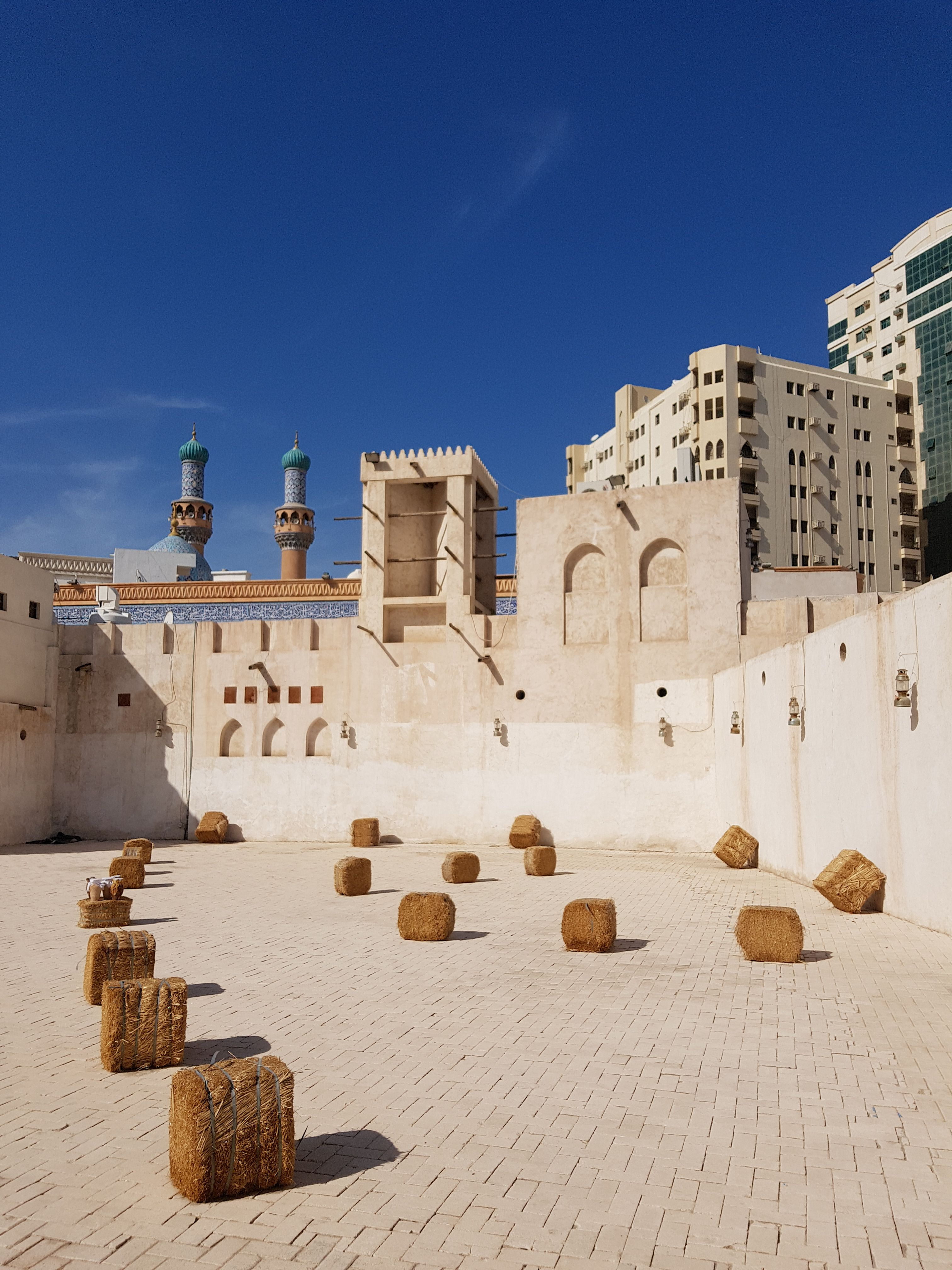
مشروع ترميم قلب الشارقة.

قلب الشارقة (بالإنجليزية: Heart of Sharjah)‏، هُو مشروع ثقافي هدفه إحياء وترميم المنطقة القديمة في مدينة الشارقة بدولة الإمارات العربية المتحدة، وإعادتها إلى حالتها التي كانت عليها في الخمسينيات من القرن الماضي.
يتألف هذا المشروع من خمس مراحل، ومن المُقرر أن تنتهي أعمال الترميم بحلول سنة 2025. تتم إدارة المشروع بشكل مشترك بين هيئة الشارقة للاستثمار والتطوير (شروق) ومعهد الشارقة للتراث وهيئة إدارة متاحف الشارقة ومؤسسة الشارقة للفنون. قُدم ملف لمُنظمة اليونسكو لاعتبار قلب الشارقة موقع تراث عالمي.

## الموقع الأثري

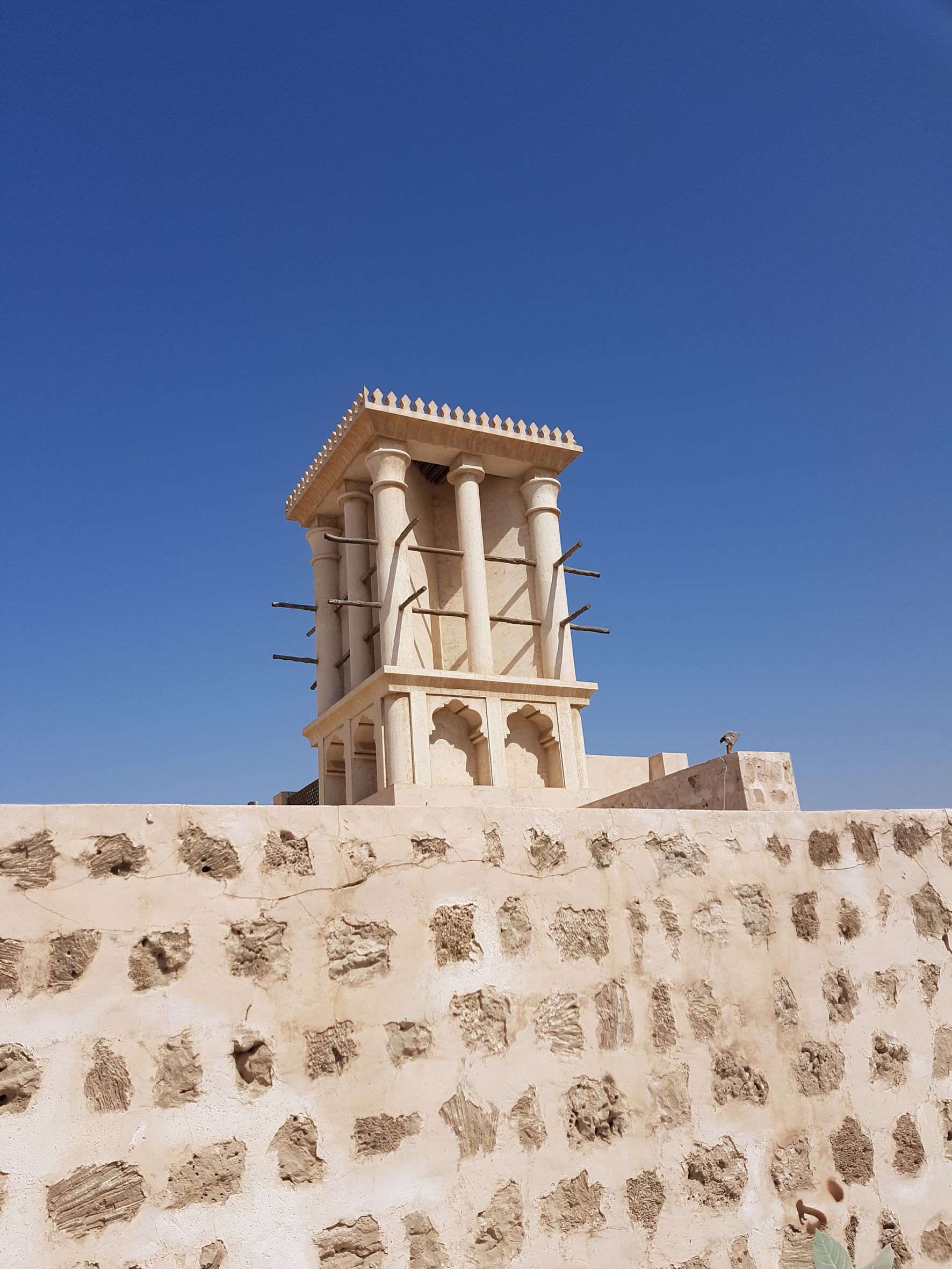
صورة لبُرج قديم بجانبه جدار في قلب المنطقة القديمة للشارقة.

يُعد المشروع الذي تبلغ مساحته 35 ألف متر مربع أكبر موقع تراثي في منطقة الخليج العربي، ويتمحور حول ترميم منطقة سوق الشارقة القديمة. تضمنت المراحل الأولى من المشروع ترميم قلعة الشارقة التي انهدم جُزء كبير منها في فترة الثمانينيات، وسوق العرصة، وسوق الشناصية الذي تبلغ مساحته 5،872 مترًا مربعًا. تضُم منطقة قلب الشارقة أيضا مبان تاريخية أخرى مثل بيت النابودة ومتحف الشارقة للتراث ومدرسة الإصلاح.

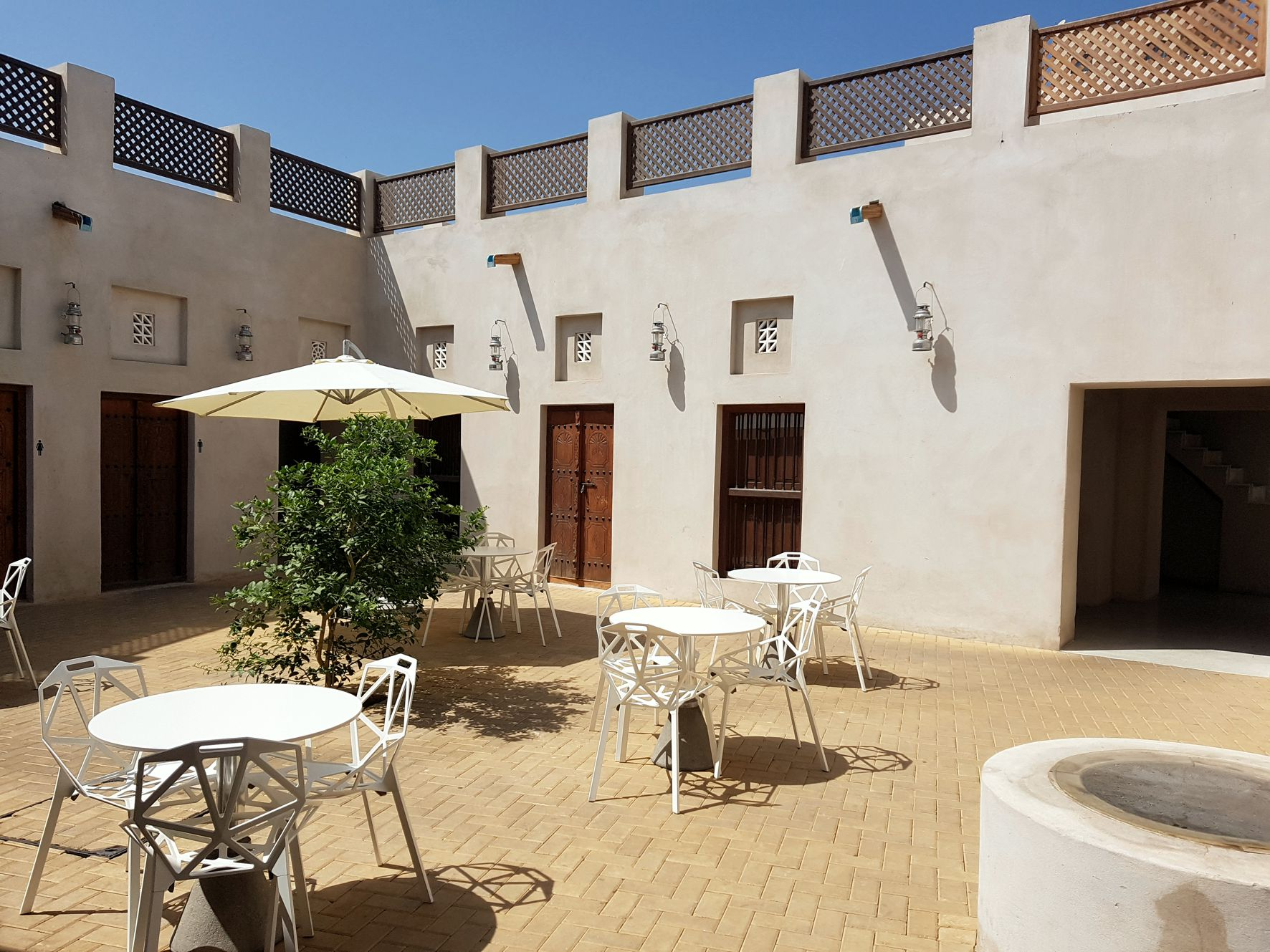
صورة لفناء مقهى يتواجد ضمن منطقة قلب الشارقة.

شُيد حصن الشارقة سنة 1820 من قبل حاكم الشارقة آنذاك الشيخ سلطان بن صقر القاسمي، لكن المبنى هُدم جُزء كبير منه في يناير 1970. اتبع الشيخ خالد بن محمد القاسمي سياسة إزالة كل أثر أو مبنى يُؤرخ لحقبة الحاكم السابق الشيخ صقر بن سلطان القاسمي، لكن عودة أخيه سلطان بن محمد القاسمي من دراسته في مصر منعه من استكمال هدمه لهذه الآثار.
كان قد تبقى برج واحد فقط من أبراج الحصن، لكن مع تولي سلطان بن محمد حُكم إمارة الشارقة في يناير 1972، انطلق مشروع لترميم الحصن وإعادته لحالته الأصلية، واستمر خلال الفترة من يناير 1996 وحتى أبريل 1997. كان هذا المشروع جزءًا من المرحلة الأولى من أعمال ترميم الأسواق والمنازل القديمة بالمدينة القديمة للشارقة.

## فندق البيت
تمحورت المرحلة الثانية من المشروع حول بناء وتشييد فندق البيت، وهو فندق فاخر من فئة 5 نجوم يتألف من 53 غرفة. بُني فندق البيت حول تشكيل من أربعة بيوت لتُجار إماراتيين سابقين هي: بيت إبراهيم بن محمد المدفع وتشغله المكتبة والمقهى الذي بُني محل مجلس إبراهيم المدفع، وبيت عيسى المدفع وتشغله صالة الاستقبال، وبيت عبد الرحمن المدفع ويشغله مبنى غرفة الضيوف التراثية، وبيت عبد الله المحمود ويشغله المطعم العربي. تولى المهندس المعماري هذا المشروع، بينما بلغت التكلفة الإجمالية له 54.45 مليون دولار. تتولى مجموعة فنادق جي إتش إم إدارة مُتحف البيت. البيوت الأربعة مبنية وفق طراز تقليدي، وتتألف من طابق واحد بجدران مُشيدة من المرجان والجبس وسقوف من خشب الساج وسعف النخيل. أُعلن عن هذا المشروع لأول مرة سنة 2013، وافتُتح الفندق في 13 ديسمبر 2018 على يد حاكم الشارقة سلطان بن محمد القاسمي.
يشمل مشروع قلب الشارقة أيضا إنشاء مطاعم ومحلات للبيع بالتجزئة ومعارض فنية وأسواق تجارية ومتاحف ومناطق ترفيهية ومكاتب تجارية. كما سيشمل جُزء آخر هدم بعض المباني المشهورة الواقعة بشارع البنوك والتي يعود تاريخ إنشائها إلى سبعينيات القرن الماضي.

## ملف اليونسكو
شكل حصن الفيلي جُزءًا من ملف الشارقة لعام 2018 للانضمام لقائمة مواقع التراث العالمية لمُنظمة اليونسكو، والذي حمل عنوان "الشارقة، بوابة الإمارات المتصالحة". تضمن الملف أيضا حصن فيلي، وقلعة الشارقة، والثكنات السابقة لكشافة ساحل عمان في منطقة المرقاب، إلى جانب مطار المحطة الذي كان أول مطار في الخليج، ومدينة خورفكان الساحلية، وواحة وادي الحلو. تُؤرخ كل هذه الأماكن لثقافة وأسلوب الحياة بمنطقة الشارقة خلال أواخر خمسينيات القرن الماضي.

## أُنظر أيضا
- هيئة الشارقة للمتاحف.
- متحف المحطة.
- هيئة الشارقة للاستثمار والتطوير
- معهد الشارقة للتراث
- مؤسسة الشارقة للفنون.